# Morten Rasmussen (Fußballspieler, Januar 1985)
Morten Nicolas Rasmussen (* 31. Januar 1985 in Kopenhagen) ist ein dänischer ehemaliger Fußballspieler. Er war auch unter seinem Spitznamen „Duncan“ bekannt, den er als Trikotnamen führte und wurde in der Nationalmannschaft eingesetzt.

## Vereinskarriere

### Aarhus GF
In Kopenhagen geboren, zog er im Alter von zwei Jahren in die zehn Kilometer von Aarhus entfernte Stadt Tilst, wo er seine Karriere in der Jugend von Tilst ST begann. Dort wurde er von Talentspähern von Aarhus GF entdeckt, die ihn daraufhin verpflichteten. Während seiner Jugendzeit bei AGF erhielt er aufgrund seiner körperbetonten Spielweise und physischen Präsenz von seinem damaligen Trainer den Spitznamen „Duncan“, eine Reminiszenz an den ehemaligen schottischen Nationalspieler Duncan Ferguson, der eben wegen dieser Attribute bekannt war.
Im Alter von 17 Jahren debütierte er am 12. Mai 2002 erstmals in der Profimannschaft von Aarhus bei der 0:1-Niederlage gegen Lyngby BK. Im Folgespiel gegen Silkeborg IF, dass AGF mit 4:0 gewann, gelang ihm sein erster Torerfolg. In den folgenden Saisonen steigerte er sich konstant zu einem klassischen „Brecher“ im Sturmzentrum, ohne jedoch eine adäquate Torquote vorweisen zu können. Konträr dazu war er auf internationaler Ebene in der dänischen U-17 Nationalmannschaft der große Goalgetter, was die Erwartungshaltung bezüglich seiner Trefferausbeute im Verein noch schürte.
Es dauerte bis zur Spielzeit 2005/06, ehe er mit einer Serie von sechs Toren in fünf aufeinanderfolgenden Spielen auch zum Torjäger avancierte. Insgesamt kam er bis zum Winter in neunzehn Spielen auf zehn Torerfolge, wodurch er für Aarhus nicht mehr zu halten war.

### Brøndby IF
Zur Rückrunde wurde er daraufhin vom dänischen Spitzenverein Brøndby IF als Ersatz für den nach Spanien zu Real Sociedad abgewanderten Morten Skoubo verpflichtet. Aufgrund der exakten Namensgleichheit mit dem noch dazu gleichaltrigen damaligen Brøndby IF Verteidiger Morten „Molle“ Rasmussen lief er fortan mit seinem Spitznamen „Duncan“ als Trikotname auf und erlangte unter dem Synonym erstmals größere Bekanntheit in Dänemark. Als „Molle“ Rasmussen den Verein 2008 in Richtung AC Horsens verließ, hatte sich der Spitzname bereits derartig manifestiert, dass er ihn auf seinem Trikot behielt. In seinem ersten Halbjahr absolvierte er daraufhin sechs Saisonspiele mit einem Torerfolg, ehe er sich im März 2006 verletzte und für die restliche Saison ausfiel. Seine Verletzungsanfälligkeit zog sich daraufhin durch seine Karriere bei Brøndby.
Nachdem er in der Folgesaison wieder verletzungsbedingt den Großteil der Hinrunde verpasst hatte, startete er daraufhin abermals eine beeindruckende Serie von 15 Toren in 13 Spielen. Ähnlich verlief es in der Spielzeit 2007/08, in der er jedoch mit dem Dänischen Pokal seinen ersten Titel feiern durfte. 2008/09 spielte er erstmals eine gesamte Saison für Brøndby IF durch, mit neun Saisontoren verlief die Spielzeit für ihn jedoch eher enttäuschend.
In der Hinrunde der Spielzeit 2009/10 erfüllte er daraufhin wieder sein eigenes Klischee, dass auf eine schwächere Halbserie eine torreiche folgt. Als Stoßstürmer neben den spielstarken Ousman Jallow und Michael Krohn-Dehli kam er hervorragend zur Geltung und führte bis zur Winterpause mit 12 Toren in 15 Spielen die Torschützenliste der Superliga an. Es folgte ein Angebot des schottischen Traditionsvereins Celtic Glasgow, das Brøndby annahm.

### Celtic Glasgow
In Schottland musste er fortan auf seinen Spitznamen am Trikot verzichten, da Namensgeber Ferguson ein Spieler mit Rangers-Vergangenheit war, was bereits bei seiner Verpflichtung für Empörung bei den Celtic-Fans sorgte. Bei Celtic blieb er daraufhin vorerst hinter den Erwartungen zurück. Als Verstärkung für den Titelkampf geholt, konnte er sich bis zum Saisonende keinen Stammplatz erkämpfen und musste sich mit der Rolle als „Joker“ begnügen. Am Ende hatte er 10 Ligaspiele mit nur 2 Torerfolgen zu Buche stehen. Celtic beendete die enttäuschende Saison als Vizemeister hinter den Rangers ohne Titelgewinn.

### Leihen zu Mainz 05, Aalborg BK und Sivasspor
Rasmussen wurde zur Saison 2010/11 für ein Jahr an den 1. FSV Mainz 05 ausgeliehen. Zudem verfügten die Mainzer über eine Kaufoption bis 2014. Am 22. August 2010 (1. Spieltag) im Spiel gegen den VfB Stuttgart kam er zu seinem ersten Einsatz in der Bundesliga und erzielte mit dem 2:0-Endstand sein erstes Bundesligator. Im Februar 2011 wurde der Vertrag mit Rasmussen aufgelöst.
Am 2. Februar 2011 wechselte Rasmussen auf Leihbasis nach Dänemark zu Aalborg BK. Obwohl das Transferfenster bereits am 31. Januar 2011 geschlossen worden war, genehmigte die FIFA das Leihgeschäft zwischen Celtic und Aalborg BK. Im September 2011 unterschrieb Rasmussen einen Vertrag auf Leihbasis bei Sivasspor, der über sechs Monate lief.

### FC Midtjylland und weitere Karriere
Im August 2012 unterschrieb der Stürmer einen langfristigen Vertrag beim dänischen Erstligisten FC Midtjylland. Im Januar 2016 kehrte er zu seinem ersten Verein, Aarhus GF, zurück. Ab 2018 spielte Rasmussen noch in Polen und Zypern und beendete dann im Jahr darauf seine Laufbahn.

## Nationalmannschaft
Rasmussen galt lange Zeit als hoffnungsvollstes Stürmertalent seines Landes und kam dadurch zwischen 2001 und 2006 in insgesamt 60 Jugendländerspielen zum Einsatz, in denen er 38 Torerfolge verbuchen konnte.
Sein Debüt auf internationaler Ebene feierte er am 24. Februar 2001 im U-16 Nationalteam bei der 0:1-Niederlage gegen Schweden.
Mit der dänischen U-17 Nationalmannschaft nahm er 2002 an der U-17 Heim-Europameisterschaft teil. Dänemark überstand die Gruppenphase noch vor Finnland und den Niederlanden als Gruppenzweiter, schied daraufhin jedoch unglücklich im Elfmeterschießen gegen Spanien aus. Rasmussen war neben Kapitän William Kvist Dänemarks Spieler des Turniers. Bereits im Debütspiel beim 4:4 gegen die Niederlande gelang ihm ein Tor zum 1:1, ehe er im zweiten Spiel beim 6:0 über Finnland insgesamt fünf Mal (alle Tore in der zweiten Halbzeit) traf. Trotzdem belegte er hinter Jonathan Soriano, der im Verlauf des Turniers sieben Mal traf, lediglich den zweiten Platz in der Torschützenliste.
Insgesamt kam er zwischen 2001 und 2002 19 mal für die dänische U-19 zum Einsatz, dabei gelangen ihm 17 Tore.
Mit der dänischen U-21 Nationalmannschaft spielte er daraufhin mit der U-21-Fußball-Europameisterschaft 2006 sein zweites Großturnier. Die ambitionierte Mannschaft enttäuschte jedoch im Verlauf des Turniers und schied nach zwei Unentschieden und einer Niederlage bereits in der Gruppenphase aus. Rasmussen blieb ohne Torerfolg.
Am 11. Oktober 2008 debütierte er in der Qualifikation zur Fußball-Weltmeisterschaft 2010 beim 3:0 im Spiel gegen Malta in der A-Nationalmannschaft. Er kam in Minute 77 für Søren Larsen ins Spiel. Es folgten zwei weitere Freundschaftsspiele im Jahr 2009. Seit seinem Debüt gehörte er stets dem erweiterten Kreis der Nationalmannschaft an und galt als hoffnungsvoller Kandidat für einen Platz im Kader für die Weltmeisterschaft 2010. Am 10. Mai 2010 wurde er von Nationalmannschaftstrainer Morten Olsen als einer von vier Spielern auf Abruf in das vorläufige Aufgebot Dänemarks für die Fußball-Weltmeisterschaft 2010 in Südafrika nominiert. Am 12. Oktober erzielte er im Rahmen der Qualifikation für die Fußball-Europameisterschaft 2012 beim 2:0-Sieg über Zypern sein erstes Länderspieltor.

## Erfolge

### Als Spieler
- 1× Talenteprisen (Dänischer U-19 Spieler des Jahres): 2003[11]

### Im Verein
- 1× Dänischer Pokalsieger: 2008
- 1× Sieger Royal League: 2007
- 1× Dänischer Meister: 2015

### In der Nationalmannschaft
- Torschützenkönig bei der U-17-Fußball-Europameisterschaft 2002[8]